# Eduard Lamas Alsina
Eduard Lamas Alsina (Barcellona, 16 dicembre 1990) è un hockeista su pista spagnolo.

## Palmarès

### Club

#### Titoli nazionali
- Campionato spagnolo: 3

Liceo La Coruña: 2012-2013
Barcellona: 2015-2016, 2016-2017
- Coppa del Re: 2

Barcellona: 2016, 2017
- Supercoppa di Spagna: 2

Barcellona: 2015
Liceo La Coruña: 2018

#### Titoli internazionali
- CERH European League: 2

Liceo La Coruña: 2010-2011, 2011-2012
- Supercoppa d'Europa/Coppa Continentale: 2

Liceo La Coruña: 2012-2013
Barcellona: 2015-2016
- Coppa Intercontinentale: 1

Liceo La Coruña: 2012

### Nazionale
- Campionato mondiale: 1

Nanchino 2017
- Campionato europeo: 2

A Coruña 2018, Paredes 2021